# نزول‌خوار
نزول‌خوار (انگلیسی: loan shark) به کسی گفته می‌شود که وام‌هایی با نرخ بهره بسیار بالا ارائه می‌دهد، شرایط سختی برای جمع‌آوری دارد و عموماً خارج از قانون عمل می‌کند.

## توصیف
به خاطر اینکه که نزول‌خوارها عمدتاً غیرقانونی عمل می‌کنند، نمی‌توان انتظار داشت که از سیستم قانونی برای وصول چنین بدهی‌هایی استفاده کنند، بنابراین اغلب به بازپرداخت با شرایط باج‌گیری و تهدید به خشونت متوسل می‌شوند. در دنیای غرب اخیر، نزول‌خوارها یکی از ویژگی‌های برجسته دنیای تبهکاران بوده‌اند.